# James Paroissien
James Paroissien (1781-1827), connu aussi comme Diego Paroissien, était un médecin, aventurier, militaire et homme d'affaires britannique qui fit carrière en Amérique du Sud au moment de la fin de l'Empire espagnol.

## Biographie
James Paroissien est originaire d'une famille de huguenots émigrés en Angleterre. Né à Harking, dans l'Essex, docteur en médecine à l'âge de 25 ans, en 1806, il s'embarque pour l'Argentine avec l'expédition anglaise qui met le cap sur Buenos Aires, dont il est l'un des chirurgiens. 
Informé des difficultés militaires de l'opération, il fait étape à Montevideo, puis voyage jusqu'à Rio de Janeiro, où il recruté par Saturnino Rodríguez Peña, un citoyen de Buenos Aires pour participer à une opération consistant à enlever l'infante d'Espagne Carlota Joaquina et l'installer comme reine de la vice-royauté du Rio de la Plata. 
Revenu à Buenos Aires, il fut arrêté et jugé en tant que conspirateur, puis emprisonné pour haute-trahison pendant 18 mois, jusqu'à ce que l'avocat Juan José Castelli, membre de la junte au pouvoir après la révolution ne le sorte de sa prison. Après avoir participé aux combats autour de Potosí en 1813, il est le premier anglais naturalisé argentin et le chirurgien personnel de plusieurs leaders militaires combattant les Espagnols. Promu colonel, il reçoit un don de terres à Mendoza puis en 1820 accompagne le général San Martin dans son expédition au cours de laquelle il devient brigadier général.
Il représente ensuite, à partir de 1822, le Pérou à l'occasion de plusieurs missions diplomatiques en Europe, avec pour mission de préparer le terrain pour la reconnaissance officielle du futur état. Il participe par la même occasion, avec le péruvien Juan Garcia del Rio, qui sera président de la Bolivie du 30 avril 1831 au 2 mai 1831, à la création à Londres en 1825 de la société anglaise Potosi, La Paz and Peruvian Mining Association. La société a six députés comme administrateurs, et il en est l'agent, ou "commissaire général". Un groupe de 38 mineurs venus d'Angleterre, en particulier de Cornouailles, débarque à Arica pour la développer.
Sa fortune s'évanouit lorsque la société est liquidée et perd ses possessions minières. Peu après, il meurt dans un voyage en bateau entre le Pérou et le Chili.